# Ernest Aljančič
Temple de la renommée de l'IIHF : 2002
Temple de la renommée slovène : 2007
Ernest Aljančič, surnommé Nestl, (API : ɛrnɛst aljantʃitʃ) (5 décembre 1916 à Ljubljana - 19 novembre 2006) était une personnalité du hockey sur glace yougoslave et slovène. Il fut joueur et entraîneur.

## Biographie
Il a porté les couleurs du SK Ilrija, le club de Ljubljana dès 1932. Il a représenté l'équipe de Yougoslavie au niveau international. Il range ses patins en 1957 après 25 ans de carrière.
Il rendu le hockey populaire dans son pays. Il a participé à la construction de la première patinoire avec glace artificielle à Ljubljana. 

## Honneurs personnels
Il est admis comme joueur au Temple de la renommée de la Fédération internationale de hockey sur glace en 2002.